# Portsmouth (Wirginia)
Portsmouth – miasto w Stanach Zjednoczonych, w stanie Wirginia, w zespole miejskim Norfolk-Virginia Beach-Portsmouth, przy ujściu rzeki James do zatoki Chesapeake. Około 99 tys. mieszkańców (według danych z 2005 roku). Siedziba przemysłu stoczniowego (Norfolk Naval Shipyard). Ponadto w mieście rozwinął się przemysł chemiczny, spożywczy oraz drzewny.
W Portsmouth urodziła się LaTasha Colander, amerykańska lekkoatletka, sprinterka.

## Współpraca
- Portsmouth, Wielka Brytania
- Dunedin, Nowa Zelandia
- Orizaba, Meksyk
- Eldoret, Kenia
- Gorée, Senegal